# Dawna pralnia garnizonowa w Toruniu
Dawna pralnia garnizonowa w Toruniu – budynek pralni garnizonowej wzniesiony w 1890 roku na potrzeby Twierdzy Toruń. Mieści się na rogu ul. św. Jakuba 14 i Wola Zamkowa 14. Obiekt figuruje w gminnej ewidencji zabytków pod nr 2148.